# Hermundarfell
Hermundarfell är ett berg i republiken Island. Det ligger i regionen Norðurland eystra, 400 km nordost om huvudstaden Reykjavík. Toppen på Hermundarfell är 328 meter över havet, eller 139 meter över den omgivande terrängen. Bredden vid basen är 2,1 km.
Trakten runt Hermundarfell är nära nog obefolkad, med mindre än två invånare per kvadratkilometer. Det finns inga samhällen i närheten. Omgivningarna runt Hermundarfell är i huvudsak ett öppet busklandskap.